# HW Virginis
HW Virginis (HW Vir) es una estrella variable en la constelación de Virgo, localizada entre ψ Virginis y χ Virginis, a 1º 25' de esta última. De magnitud aparente media +10,9, no es observable a simple vista. Si bien la paralaje obtenida con el satélite Hipparcos sitúa a HW Virginis a unos 1800 años luz del sistema solar —medida sujeta a un amplio margen de error—, la distancia estimada de acuerdo a magnitud y propiedades estelares es notablemente inferior, en torno a 590 años luz. 
HW Virginis es una estrella binaria cuya componente principal, HW Virginis A, es una subenana de tipo B —una estrella extrema de la rama horizontal— cuya temperatura efectiva es de 28.490 ± 210 K. Estas estrellas representan una etapa tardía en la evolución estelar de ciertas estrellas, cuando una gigante roja pierde sus capas exteriores de hidrógeno antes de que en su núcleo comience la fusión del helio. La masa aproximada de HW Virginis A es de 0,48 masas solares, siendo su radio un 17,6% del radio solar. Brilla con una luminosidad 20 veces mayor que la del Sol.
La estrella acompañante, HW Virginis B, es una enana roja de tipo M6-7 con una fría temperatura de 3085 K. Su diámetro es ligeramente más grande que el de su compañera, pero su masa es una cuarta parte de la de HW Virginis A. Su luminosidad apenas supone un 0,3% de la luminosidad solar. El sistema constituye una binaria eclipsante, siendo su período orbital de aproximadamente 2,8 horas, mostrando un continuo decrecimiento de 8,28 × 10−9 días por año.

## Compañeros subestelares
El sistema HW Virginis posee dos compañeros subestelares en órbita alrededor de la estrella binaria. HW Virginis c, el más interno, es un planeta extrasolar con una masa al menos 8,5 veces mayor que la de Júpiter y emplea algo más de 9 años en completar su órbita. El otro compañero, HW Virginis b, tiene una masa igual o mayor a 19,2 veces la masa de Júpiter, siendo por tanto una enana marrón, ya que el límite por debajo del cual un cuerpo es considerado un planeta es aproximadamente 13 veces la masa de Júpiter. Se mueve en una órbita excéntrica (ε = 0,46) a una distancia media de la estrella de 5,3 UA, siendo su período orbital de 15,8 años.
| Acompañante (En orden desde la estrella) | Masa (MJ)      | Período orbital (días) | Semieje mayor (UA) | Excentricidad |
| ---------------------------------------- | -------------- | ---------------------- | ------------------ | ------------- |
| HW Virginis c                            | > 8,47 ± 0,42  | 3321                   | 3,62 ± 0,52        | 0,31 ± 0,15   |
| HW Virginis b                            | > 19,23 ± 0,24 | 5767                   | 5,30 ± 0,23        | 0,46 ± 0,05   |

* Enana marrón